# Singkawang
Singkawang är en stad på västra Borneo i Indonesien. Den ligger i provinsen Kalimantan Barat och har cirka 220 000 invånare.